# Три Риверс (Тексас)
Три Риверс (енгл. Three Rivers) град је у америчкој савезној држави Тексас. По попису становништва из 2010. у њему је живело 1.848 становника.

## Демографија
Према попису становништва из 2010. у граду је живело 1.848 становника, што је 30 (1,6%) становника мање него 2000. године.
| Група             | 2000.       | 2010.       |
| Белци             | 900 (47,9%) | 929 (50,3%) |
| Афроамериканци    | 10 (0,5%)   | 9 (0,5%)    |
| Азијати           | 9 (0,5%)    | 7 (0,4%)    |
| Хиспаноамериканци | 946 (50,4%) | 898 (48,6%) |
| Укупно            | 1.878       | 1.848       |